# Piazza Minghetti
Piazza Minghetti è una piazza situata nel centro di Bologna, adiacente a via Farini, a poca distanza da piazza Cavour e piazza Galvani. La piazza, dedicata a Marco Minghetti, politico della destra storica italiana, si apre tra il centro storico medievale e alcuni palazzi otto-novecenteschi: tra questi il Palazzo della Cassa di Risparmio e il Palazzo delle Poste.

## Storia
La piazza è stata costruita tra il 1893 e  il 1896 su disegno di Ernesto Balbo Bertone di Sambuy, che aveva da poco progettato i Giardini Margherita, grazie all'abbattimento di alcuni edifici preesistenti di epoca medievale, nella zona della attuale Via De' Toschi (le cosiddette Case Gotiche, prospicienti al voltone dei Caccianemici). La piazza giardino viene progettata a lato del Palazzo della Cassa Di Risparmio, costruito attorno al 1880.
La realizzazione vedrà utilizzato uno spazio limitato rispetto al progetto originale di Sambuy.

## Monumento a Marco Minghetti

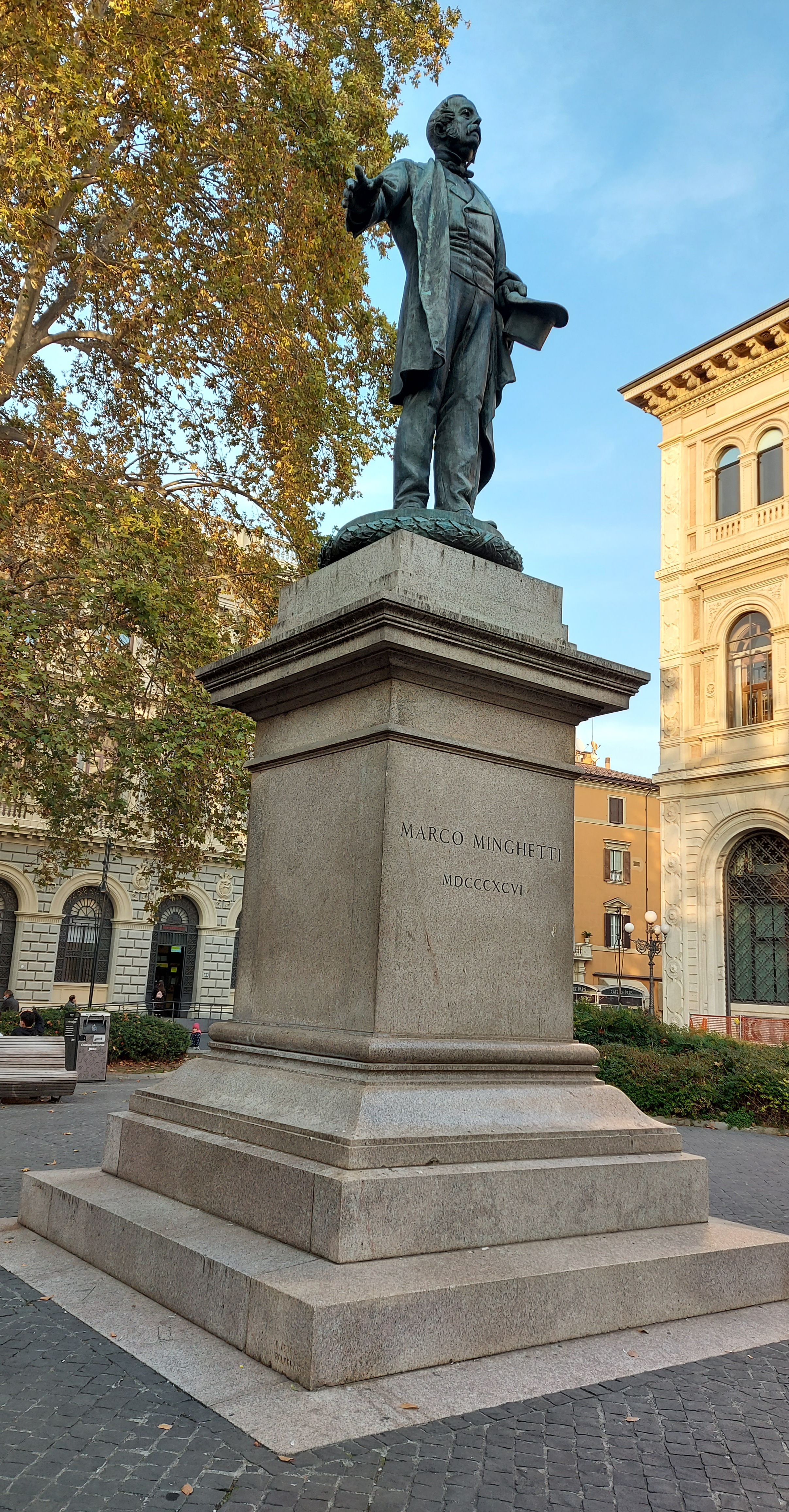
Monumento a Marco Minghetti

All'interno della piazza è situata la statua a Marco Minghetti, realizzata da Giulio Monteverde nel 1896. Minghetti è noto soprattutto come Ministro delle Finanze, per avere realizzato per primo il pareggio del Bilancio dello Stato. La statua realizzata dal Monteverde raffigura il politico esaltandone l'arte oratoria: infatti il Minghetti si toglie il cappello e reggendolo con la mano sinistra dà una gestualità al proprio discorso. I detrattori del politico bolognese, schernendo i suoi successi in politica economica, hanno affermato che il politico sarebbe stato ritratto nell'atto di fare l'elemosina per raccogliere i soldi necessari a sistemare le finanze statali. Dell'inaugurazione del monumento, nel 1896, è presente un breve documentario cinematografico, primo filmato girato nella città di Bologna.